# Охотница (DC Comics)
Охотница (англ. Huntress) — имя трёх персонажей издательства DC Comics.
Первая Охотница, Пола Брукс, действовала в Золотом веке и была суперзлодейкой. Другие две Охотницы, Хелена Уэйн и Хелена Бертинелли, действовавшие в Бронзовом и Современном веке соответственно, были супергероинями.

## Пола Брукс
Охотница Золотого века была суперзлодейкой с настоящим именем Пола Брукс (англ. Paula Brooks); она сражалась с супергероем Диким Котом и впервые появилась в Sensation Comics № 68. Она присоединилась ко второму составу Общества Несправедливости Америки и украла Плимутский камень. Позже она вышла замуж за суперзлодея Спортсмастера.
Позже, на страницах Young All-Stars, персонаж был переименован в Тигрицу. Этот комикс рассказывал о её жизни до карьеры злодейки. На тот момент Пола Брукс была супергероиней и сражалась с нацистами и преступностью, как участник команды Юные Всезвёзды.

## Хелена Уэйн
Охотница Бронзового века, Хелена Уэйн (англ. Helena Wayne), была дочерью Бэтмена и Женщины-кошки с Земли-2, альтернативной вселенной, созданной в начале 1960-х годов для персонажей, появившихся в Золотом веке.
Созданная Полом Левитцем, Джо Стейтоном и Бобом Лейтоном, она впервые появилась в All-Star Comics № 69 (декабрь 1977 года) и DC Super Stars № 17, которые вышли в один день и раскрывали её происхождение. Она появилась в Batman Family № 17-20, когда серия расширилась в формат Dollar Comics в последние несколько выпусков. Большая часть её соло-историй появилась в качестве поддерживающих в серии Wonder Woman с выпуска № 271 (сентябрь 1980 года).
Хелену тренировали её родители, поэтому она выросла превосходной спортсменкой. После окончания школы она присоединилась к юридической фирме Крэнстона и Грейсона, второй являлся отцом Дика Грейсона, Робина.
Хелена начала свою собственную карьеру супергероя, когда преступник шантажировал её мать, пытаясь заставить её снова действовать в роли Женщины-кошки — что, в конце концов приводит к её смерти. Хелена, решив покарать преступника, сдав его правосудию, создала костюм себе, сделала некоторое ремоделирование оборудования её родителей (включая создание её отличительной фишки, арбалета) и отправилась на поиски преступника. После совершения этого действия она решила продолжить бороться с преступностью, взяв себе имя «Охотница».
В All-Star Comics № 72 Хелена официально присоединилась к Обществу Справедливости Америки и подружилась с напарницей Пауэр Гёрл. Как член Общества Справедливости, она посещала несколько ежегодных встреч между Обществом Справедливости и Лигой Справедливости, большая часть которых проходила на Земле-1. Хелена недолго была в команде Infinity, Inc.
В ходе мини-серии 1985 года Кризис на Бесконечных Землях Хелена была убита, когда пыталась спасти нескольких детей. После окончания Кризиса существование Хелены Уэйн, а также её родителей и родителей Дика Грейсона с Земли-2, было стёрто с оставшейся Земли, и мир больше не вспомнит о ней.
После нового перезапуска вселенной DC в 2011 году, Охотница появляется в постоянной серии «Worlds' Finest» вместе с Пауэр Гёрл, кузиной Супермена с Земли-2. Героини перенеслись в мир Земли-0 после битвы с миньонами Дарксайда. В этой серии под маской Охотницы скрывается Хелена Уэйн с Земли-2, она скрывается под личностью Хелены Бертинелли, которая считалась к тому моменту мёртвой.

## Хелена Бертинелли
После мини-серии 1989 года Кризис на Бесконечных Землях, версия Охотницы Хелены Уэйн была удалена из вселенной. Издательство DC Comics представило затем новую версию Охотницы с тем же именем и физическим сходством, и схожим костюмом, но с совершенно другой историей происхождения и другой личностью…
Охотница Современного века, Хелена Роза Бертинелли (англ. Helena Rosa Bertinelli; также Хеллена Дженис Бертинелли (англ. Hellena Janice Bertinelli) в мини-серии Robin 3, Cry of the Huntress), дочь одного из боссов мафии Готэм-сити, которая дала клятву мести после того, как вся её семья была убита во время налёта. В ходе сюжетной линии «No Man’s Land» она работает, как Бэтгёрл, но не вместе с Бэтменом (который, как считают горожане, покинул их).
Бэтмен считает её непредсказуемой и жестокой. Другие в семье Бэтмена считают иначе; Найтвинг имел с ней небольшой роман, а с Тимом Дрейком у них хорошие профессиональные отношения. Раньше он работал с ней и позже узнал её имя во время расследования убийства. Бэтмен являлся поручителем Охотницы в Лиге Справедливости и некоторое время она была уважаемым членом Лиги. Под руководством героев вроде Супермена она выросла в доверии, но была вынуждена выйти из Лиги после того, как Бэтмен остановил её от убийства злодея Прометея.
Появление Бертинелли в роли Охотницы не останавливало DC от оказания знаков уважения памяти Хелены Уэйн. В ходе после-Кризисного объединения Лиги и Общества Справедливости Бертинелли была так впечатлена умениями и доблестью Флэша (Джея Гаррика), Ипполиты и Дикого Кота, что сказала робко «Я хочу вступить в Общество Справедливости…» Кроме этого, Пауэр Гёрл считала её человеком, с которым можно поговорить, хотя они никогда не встречались ранее.
Персонаж появился также в постоянной серии комиксов 2003 года Birds of Prey, как член одноимённой команды. Хотя она изображается, как склонная к лишнему насилию, она стала очень важным членом команды.
После перезапуска вселенной DC в The New 52 Хелена считается мёртвой и её личность взяла себе Хелена Уэйн, охотница из другого измерения — Земли-2. Но в серии Greyson бывший Найтвинг Дик Грейсон внедряется в преступную организацию Спираль и его наставницей становится живая Бертенелли.

## Другие версии
В финальном выпуске ограниченной серии 52 была показана новая Мультивселенная, изначально состоящая из 52 схожих реальностей. Среди параллельных реальностей была показана и реальность, обозначенная, как «Земля-2». В результате «поедания» Мистером Разумом аспектов реальностей эта Земля-2 принимает вид до-Кризисной Земли-2, включая Охотницу среди участников Общества Справедливости Америки. Имена персонажей и команды не были показаны, но Охотница была изображена очень похожей на Охотницу Хелены Уэйн. Джефф Джонс подтвердил, что это действительно дочь Бэтмена Земли-2, Охотница. Как объяснил Грант Моррисон, эта новая альтернативная вселенная не является оригинальной Землёй-2 и сказал, что эта Хелена Уэйн/Охотница была членом Общества Справедливости Бесконечности (англ. Justice Society Infinity), объединения команд Общества Справедливости Америки и Infinity, Inc. Земли-2. Эта Охотница не была в отношениях с Диком Грейсоном этого мира. После этого Пауэр Гёрл посещала этот мир, и во время этого визита не было показано новой Хелены Уэйн или Охотницы Земли-2.
В альтернативной временной линии события Flashpoint Охотница присоединилась к Фуриям Амазонок.
В серии комиксов Injustice: Gods Among Us, являющейся приквелом к одноименной игре, Охотница является одним из второстепенных персонажей. Она, как и большинство других соратников Бэтмена примыкает к организованному им Сопротивлению режиму установленному Суперменом. В выпуске Год Третий # 21 Охотница была убита Чудо-Женщиной которая сломала ей шею своим Лассо Правды (Лассо Гестии).

## Вне комиксов

### Телевидение
- Впервые появилась на телевидении в 1979 году в шоу Legends of the Superheroes на канале NBC, сыгранная актрисой Барбарой Джойс.
- Версия Охотницы Хелены Бертинелли появилась в Justice League Unlimited, озвученная Эми Экер.
- Охотница появилась в телесериале Хищные птицы, сыгранная Эшли Скотт, Здесь её зовут Хелена Кайл.
- Создатели сериала Batman Beyond рассматривали введение Хелены Уэйн/Охотницы в действие, однако в сериале она так и не появилась.
- Озвученная Тарой Стронг, Охотница (Хелена Бертинелл) появилась в нескольких эпизодах телесериала Batman: The Brave and the Bold.
- Охотница (версия Полы Брукс) появляется в мультсериале Young Justice.
- Сыгранная Джессикой де Гау, Хелена Бертинелли появляется в нескольких эпизодах сериала Arrow канала The CW.
- Охотница (Хелена Бертинелли) появилась в фильме «Хищные Птицы» в 2020 году, в роли одной из главных героинь. Её сыграла Мэ́ри Эли́забет Уи́нстэд

### Игры
- Охотница была играбельным персонажем, которого можно было разблокировать, в игре 2006 года Justice League Heroes.
- Является играбельным персонажем в Lego Batman 2: DC Super Heroes.
- Охотница является одним из ранних боссов в игре DC Universe Online при игре за злодеев.
- В игре Batman: Arkham City Охотница была лишь кратко упомянута Вики Вейл в интервью с мэром Квинси Шарпом.
- Также она является играбельным персонажем в игре «„DC Legends“»